# 2021年の中華人民共和国
2021年の中華人民共和国 （2021ねんのちゅうかじんみんきょうわこく）では、2021年の中華人民共和国に関する出来事について記述する。

## 要職者
- 中国共産党中央委員会総書記（最高指導者）
  - 第5代: 習近平 （2012年11月15日 - ）
- 国家主席
  - 第7代: 習近平 （2013年3月14日 - ）
- 国務院総理
  - 第7代: 李克強 （2013年3月15日 - ）
- 全人代常務委員会委員長
  - 第10代: 栗戦書 （2018年3月17日 - ）
- 全国政治協商会議主席
  - 第9代: 汪洋 （2018年3月14日 - ）
- 国家監察委員会主任
  - 第1代: 楊暁渡 （2018年3月18日 - ）

## できごと

### 1月
- 1月30日 - 第3世代原子炉「華竜1号」を設置の福清原子力発電所5号機が商業運転開始[1]。

### 5月
5月31日 - 二人っ子政策を廃止し、三人っ子政策を導入。

### 6月
- 6月14日 - 陳施君殺害事件。
- 6月17日 - 中国の宇宙船神舟12号が打ち上げられた。[3]

### 7月
7月1日 - 中国共産党創立100周年。

### 9月
9月17日 -  中国の宇宙船神舟12号が内モンゴル自治区に帰還。

## 周年
10月10日 - 武昌起義から110年。

## 死去
5月22日 - 袁隆平 : 農学者（1930年-)